# غوردون هايهتس (نيويورك)
غوردون هايهتس (بالإنجليزية: Gordon Heights CDP, New York)‏ هي منطقة سكنية تقع بولاية نيويورك في الولايات المتحدة. تبلغ مساحتها 4.45 كم2، وترتفع عن سطح البحر 47 م، بلغ عدد سكانها 4,042 نسمة في عام 2010 حسب إحصاء مكتب تعداد الولايات المتحدة وتصل الكثافة السكانية فيها 908.3 نسمة لكل كيلومتر مربع (2,352.5/ميل2).

## التركيبة السكانية
حدّد مكتب تعداد الولايات المتحدة بيانات التركيبة السكانية لغوردون هايهتس في تعداد الولايات المتحدة. في ما يلي، التركيبة السكانية حسب تعدادي 2000 و2010.

### تعداد عام 2000
بلغ عدد سكان غوردون هايهتس 3,094 نسمة بحسب تعداد عام 2000، وبلغ عدد الأسر 856 أسرة وعدد العائلات 679 عائلة مقيمة في المنطقة السكنية. في حين سجلت الكثافة السكانية 695.3 نسمة لكل كيلومتر مربع (1,800.8/ميل2). وبلغ عدد الوحدات السكنية 945 وحدة بمتوسط كثافة قدره 212.4 لكل كيلومتر مربع (550.1/ميل2).
وتوزع التركيب العرقي للمنطقة السكنية بنسبة 24.27% من البيض و62.12% من الأمريكيين الأفارقة و1.36% من الأمريكيين الأصليين و1.91% من الأمريكيين ذوي الأصول الآسيوية و0.03% من سكان جزر المحيط الهادئ و5.14% من الأعراق الأخرى و5.17% من عرقين مختلطين أو أكثر و14.51% من الهسبانيون أو اللاتينيون من أي عرق.
بلغ عدد الأسر 856 أسرة كانت نسبة 52.2% منها لديها أطفال تحت سن الثامنة عشر تعيش معهم، وبلغت نسبة الأزواج القاطنين مع بعضهم البعض 47.9% من أصل المجموع الكلي للأسر، ونسبة 24.8% من الأسر كان لديها معيلات من الإناث دون وجود شريك،  بينما كانت نسبة 6.7% من الأسر لديها معيلون من الذكور دون وجود شريكة وكانت نسبة 20.7% من غير العائلات. تألفت نسبة 14.7% من أصل جميع الأسر من عدة أفراد يعيشون في نفس المنزل ونسبة 4.6% كانت تتألف من شخص يعيش بمفرده يبلغ من العمر 65 عاماً أو أكثر. وبلغ متوسط حجم الأسرة المعيشية 3.53، أما متوسط حجم العائلات فبلغ 3.83.
بلغ العمر الوسطي للسكان 30.9 عاماً. وكانت نسبة 35.2% من القاطنين تحت سن الثامنة عشر، وكانت نسبة 7.8% بين الثامنة عشر والرابعة والعشرين عاماً، ونسبة 28.3% كانت واقعةً في الفئة العمرية ما بين الخامسة والعشرين والرابعة والأربعين عاماً، ونسبة 17.8% كانت ما بين الخامسة والأربعين والرابعة والستين، ونسبة 8.6% كانت ضمن فئة الخامسة والستين عاماً فما فوق. يوجد لكل 100 أنثى 92.5 ذكر، ويوجد لكل 100 أنثى في الثامنة عشر من عمرها فما فوق 86.9 ذكر.
بلغ متوسط دخل الأسرة في المنطقة السكنية 56,250 دولارًا، أما متوسط دخل العائلة فبلغ 54,450 دولارًا. وكان متوسط دخل الذكور 39,120 دولارًا مقابل 31,797 دولارًا للإناث. وسجل دخل الفرد الخاص بالمنطقة السكنية 17,516 دولارًا. وكانت نسبة 8.9% من العائلات ونسبة 10.5% من السكان تحت خط الفقر، وكان من هؤلاء نسبة 11.1% تحت سن الثامنة عشر ونسبة 8.3% في الخامسة والستين من العمر وما فوق.

### تعداد عام 2010
بلغ عدد سكان غوردون هايهتس 4,042 نسمة بحسب تعداد عام 2010، وبلغ عدد الأسر 1,070 أسرة وعدد العائلات 824 عائلة مقيمة في المنطقة السكنية. في حين سجلت الكثافة السكانية 908.3 نسمة لكل كيلومتر مربع (2,352.5/ميل2). وبلغ عدد الوحدات السكنية 1,182 وحدة بمتوسط كثافة قدره 265.6 لكل كيلومتر مربع (687.9/ميل2).
وتوزع التركيب العرقي للمنطقة السكنية بنسبة 28.75% من البيض و52.92% من الأمريكيين الأفارقة و1.93% من الأمريكيين الأصليين و1.93% من الأمريكيين ذوي الأصول الآسيوية و0.32% من سكان جزر المحيط الهادئ و9.52% من الأعراق الأخرى و4.63% من عرقين مختلطين أو أكثر و25.04% من الهسبانيون أو اللاتينيون من أي عرق.
بلغ عدد الأسر 1,070 أسرة كانت نسبة 50% منها لديها أطفال تحت سن الثامنة عشر تعيش معهم، وبلغت نسبة الأزواج القاطنين مع بعضهم البعض 46.6% من أصل المجموع الكلي للأسر، ونسبة 22.6% من الأسر كان لديها معيلات من الإناث دون وجود شريك،  بينما كانت نسبة 7.8% من الأسر لديها معيلون من الذكور دون وجود شريكة وكانت نسبة 23% من غير العائلات. تألفت نسبة 15.5% من أصل جميع الأسر من عدة أفراد يعيشون في نفس المنزل ونسبة 6.4% كانت تتألف من شخص يعيش بمفرده يبلغ من العمر 65 عاماً أو أكثر. وبلغ متوسط حجم الأسرة المعيشية 3.69، أما متوسط حجم العائلات فبلغ 3.95.
بلغ العمر الوسطي للسكان 32.3 عاماً. وكانت نسبة 29.1% من القاطنين تحت سن الثامنة عشر، وكانت نسبة 12.1% بين الثامنة عشر والرابعة والعشرين عاماً، ونسبة 27.1% كانت واقعةً في الفئة العمرية ما بين الخامسة والعشرين والرابعة والأربعين عاماً، ونسبة 23.8% كانت ما بين الخامسة والأربعين والرابعة والستين، ونسبة 7.8% كانت ضمن فئة الخامسة والستين عاماً فما فوق. وتوزع التركيب الجنسي للسكان بنسبة 50% ذكور و50% إناث.